# Gymnothorax aurocephalus
Gymnothorax aurocephalus — вид вугроподібних риб родини муренових (Muraenidae). Описаний у 2020 році.

## Поширення
Вид поширений на півночі Індійського океану біля берегів Андаманських островів. Три зразки були зібрані поблизу острова Сварадж з глибини 125—130 м, а один екземпляр біля острова Інтерв'ю на глибині 90 м.

## Опис
Цей вид відрізняється від інших представників роду за наступною комбінацією символів: шоколадно-коричневий колір тіла з численними невеликими неправильними білими плямами; золотисті відтінки шкіри голови; задній прохід розташований трохи перед серединою тіла; загострені та зубчасті зуби щелепи; односерійні зуби в щелепах і вомері; формула хребців 7/61/148–149.